# Itame lorquinaria
Itame lorquinaria är en fjärilsart som beskrevs av Achille Guenée 1858. Itame lorquinaria ingår i släktet Itame och familjen mätare. Inga underarter finns listade i Catalogue of Life.